# Injection canonique

est une partie de

Soit B un ensemble et A une partie de B. L'injection canonique (ou inclusion canonique ou insertion) de A dans B est l'application qui à x associe x.
Par exemple, lorsque A = B, l'injection canonique n'est autre que l'application identité de B.

## Référence
Jean Marie Monier, Algèbre PCSI-PTSI, Dunod, 2007, 4e éd., p. 21-22
1. ↑  Saunders Mac Lane, Garrett Birkhoff et Jean Weil, Algèbre et solutions développées des exercices : structures fondamentales, les grands théorèmes, théorie de Galois, J. Gabay, 1996 (ISBN 2-87647-138-8 et 978-2-87647-138-2, OCLC 490130463), p. 6
2. ↑  S. MacLane et G. Birkhoff, Algebra, Providence, RI, AMS Chelsea Publishing, 1967 (ISBN 0-8218-1646-2), p. 5 :« Note that “insertion” is a function A → B and "inclusion" a relation A ⊂ B; every inclusion relation gives rise to an insertion function. »